# اوئاری، پرو
اوئاری (به اسپانیایی: Huari) یک شهرک در پرو است که در استان اوئاری واقع شده‌است. اوئاری ۴٬۸۵۰ نفر جمعیت دارد و ۳٬۱۴۹ متر بالاتر از سطح دریا واقع شده‌است.